# Saniculiphyllum guangxiense
Saniculiphyllum guangxiense là một loài thực vật có hoa trong họ Saxifragaceae. Loài này được C.Y. Wu & T.C. Ku miêu tả khoa học đầu tiên năm 1992.